# Pardosa nebulosa
Pardosa nebulosa är en spindelart som först beskrevs av Tord Tamerlan Teodor Thorell 1872.  Pardosa nebulosa ingår i släktet Pardosa och familjen vargspindlar. Utöver nominatformen finns också underarten P. n. orientalis.